# Calochortus marcellae
Calochortus marcellae là một loài thực vật có hoa trong họ Liliaceae. Loài này được G.L.Nesom miêu tả khoa học đầu tiên năm 1983.